# パヤタス・ダンプサイト
座標: 北緯14度42分54.841秒 東経121度6分21.123秒 / 北緯14.71523361度 東経121.10586750度

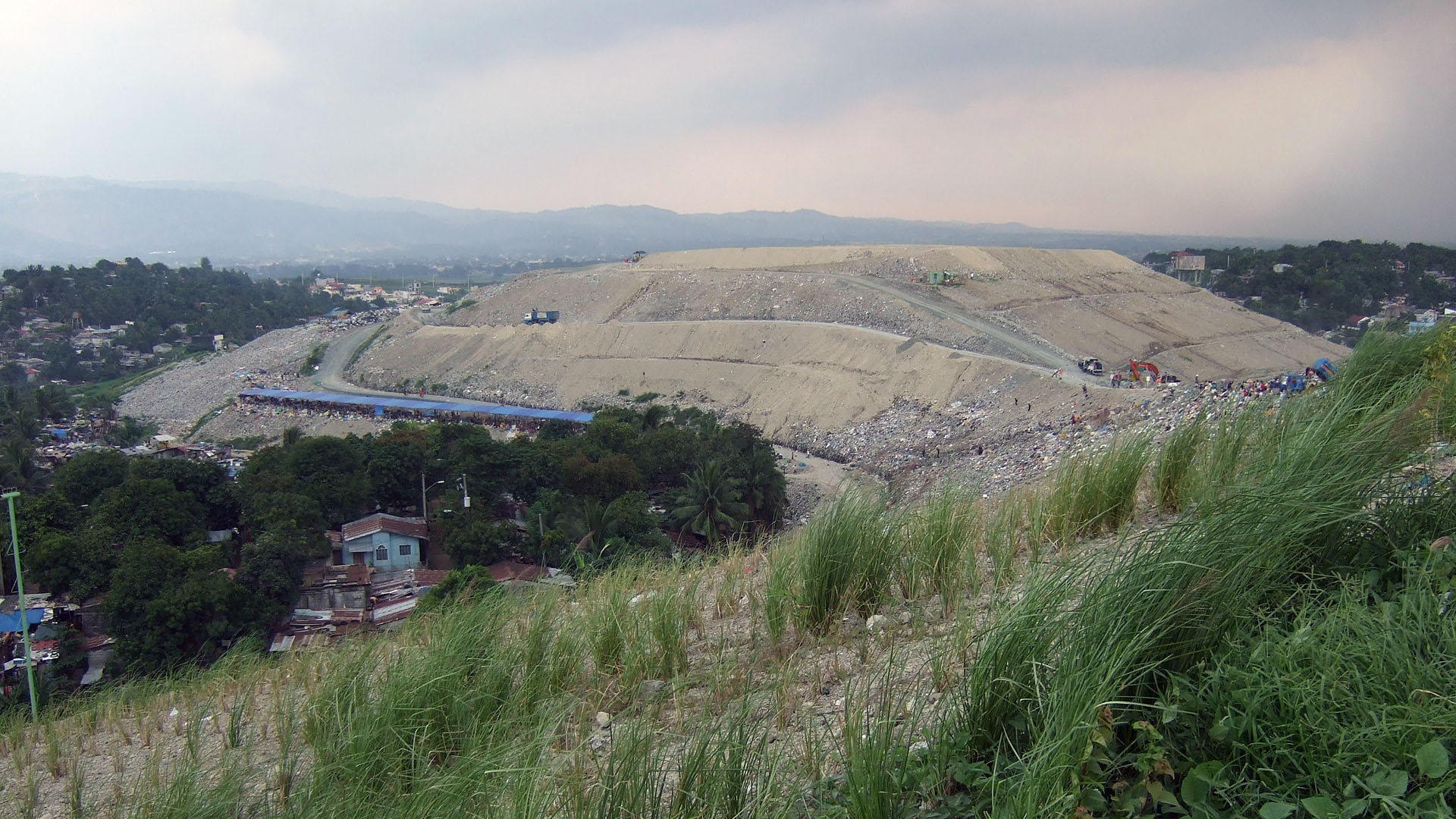
パヤタス・ダンプサイト (2007年)

パヤタス・ダンプサイト (Payatas Dumpsite) は、フィリピンのケソン市北方のルパンパンガコ地区にある廃棄物処分場である。スモーキー・バレー (Smokey Valley) とも呼ばれる。

## 概要
22ヘクタールの敷地を持つ民営の廃棄物処分場であり、メトロ・マニラの廃棄物を他のいくつかの処分場とともに受け入れている。搬入された廃棄物を地面に積み上げてゆくだけの、開放投棄（オープンダンプ）方式を採用している。南北2つのごみ山がある。
ケソン市庁舎から北東に9kmほど離れた住宅街の中にあり、周辺には学校や教会もある。搬入業者や回収業者のダンプカーがひっきりなしに往復している点を除けばごく普通の市街地である。

## 歴史
パヤタス・ダンプサイトが廃棄物処分場として政府から認可されたのは1973年と言われているが、すでに1960年代から廃棄物の集積が始まっていた。しかし、その名が国際的に知られるようになったのは1990年代になってからである。
かつてメトロマニラ港湾部のトンド地区にスモーキー・マウンテン (Smokey Mountain) と呼ばれる最終処分場が存在した。この処分場はフィリピンの貧困の象徴として各国の批判を浴びたため、1995年11月、フィデル・ラモス大統領によって閉鎖された。
その際、スモーキー・マウンテン周辺で廃棄物を拾って生活していた人々（スカベンジャー(scavenger)と呼ばれる）の多くがパヤタス・ダンプサイト周辺に移住してきた。彼らには新たな住居が用意されてはいたものの、その高額な賃料が払えなかったのである。
かくしてパヤタス・ダンプサイトには1日当たり6334トン（1995年）にのぼる膨大な廃棄物が分別無しに集められ、巨大なごみの山が作られた。そしてその周囲にはスカベンジャー達のバラック、さらには彼らから有価物を買い取る業者のバラックまでが建ち並び、皮肉にもスモーキー・マウンテンに勝るとも劣らないスラムが形成されることとなった。（スクウォッターも参照のこと。）
有害な化学物質や腐敗したごみ山から発生するメタンガスにより住民の健康被害も深刻であった。専門家はごみ山の崩壊の可能性を指摘していたが、処分場が生み出す利益の巨大さとそれによる利権構造ゆえに放置され続けたのである。
そしてついに2000年7月10日午前8時頃、高さ約30m、幅約100mにわたってごみの山が崩落し、約500軒のバラックが下敷きとなった。救出作業は困難を極め、7月22日に捜索は打ち切られた。公式に確認された死者は234名であるが、実際の犠牲者は400名とも800名とも言われる。もともとごみ山の斜面が急すぎたうえ、台風の雨が一週間以上も降りつづいたことが原因であると考えられている。
この大惨事を受けてパヤタス・ダンプサイトは事故から4日後に閉鎖されたが、メトロ・マニラの廃棄物処分場の処理能力が危機的な状況になったため2001年半ばに再開され、現在に至っている。

## 労働環境

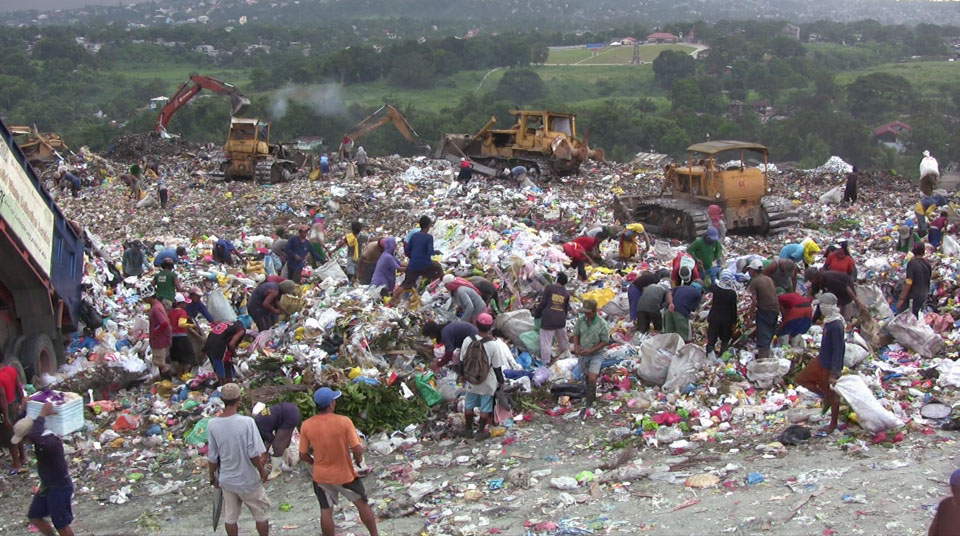
パヤタスでの労働

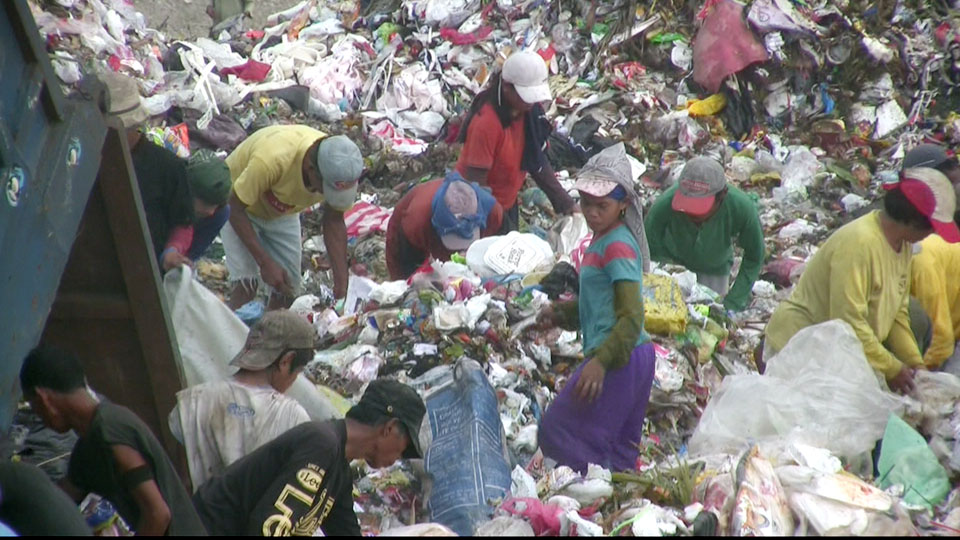
パヤタスでの労働

現在は敷地内に住居を建てることが禁止され、許可を受けた者以外の立ち入りも禁止されている。これにより、スカベンジャーは処分場の外から毎日「通勤」する形態となっている。また、処分場周辺の住民の大半はスカベンジャーではなく、低賃金の一般労働者である。
敷地内には有価物を売買するための市場があり、ごみのリサイクルが行われている。各スカベンジャーは自分の担当する資源（金属・プラスチック・紙など）を収集して市場に持ち込み、そこで買い取り業者に売却して収入を得る。一日の収入は50ペソから100ペソと言われる。（法定最低賃金は約400ペソ）
また、2002年から15歳未満の者がスカベンジャーとして労働することが禁止された。

## ごみ山の現状と将来
ダンプカーで廃棄物を搬入して積み上げ、積み終わった層には土をかぶせてゆく。こうして最後にはらせん状の山道が巻きついた土の山となって完成する。パヤタス・ダンプサイトには南北2つのごみ山があるが、片方はすでに完成状態であり、もう片方も間もなく満杯になると言われている。
ごみ山から発生するメタンガスを利用した発電所を建設する計画がある。2007年07月10日にケソン市で起工式が行われ、レイエス環境天然資源相が出席した。この計画はフィリピン政府によりクリーン開発メカニズム(CDM)事業として承認を受けている。建設するのはイタリアのPANGEAグリーン・エナジー社である。
ごみ山のそばには、日本のNGOであるSalt Payatas foundation（ソルトパヤタスファンデーション）やICAN（アイキャン）がそこに住む人々の就学支援や健康状態と収入を向上させる活動をしている。

## 訪問
個人でもタクシーやジプニーなどで比較的簡単に訪れることができるが、敷地内に立ち入るには入口でケソン市長の許可証を提示する必要がある。許可証はケソン市庁舎で所定の手続きを行うことで発行される。

## 関連映画
- ドキュメンタリー映画「神の子たち」（公式サイト）監督: 四ノ宮浩、撮影：瓜生敏彦、音楽：加藤登紀子　2001年 日本映画 105分
  - マニラから約20km離れたパヤタスゴミ捨て場へと移り住んだ人々。苛酷な状況にありながらも、誇りを失わず、逞しく堂々と生きる人々たちの姿を捉えたドキュメンタリー映画。
  - 2002年シネマアンビエンテ国際環境映画祭 グランプリ受賞作品、2002年ベルリン国際映画祭正式招待作品、2002年 モントリオール国際映画祭正式招待作品、他
  - 文部科学省選定作品(青年向、成人向)、東京都知事推奨、カトリック中央協議会広報部推薦、日本PTA全国協議会推薦（小学３年以上、中学生、青年、成人、家庭向き）、優秀映画鑑賞会推薦、日本映画ペンクラブ推薦、大阪府教育委員会推薦 少年向(小学校高学年･中学校)　青年向、成人向[7]
  - ※本作の前に、（フィリピン内の別のダンプサイトである）スモーキー・マウンテンに住んでいた人々について製作された映画「忘れられた子供たち スカベンジャー」（監督: 四ノ宮浩）（→リンク）および書籍（→リンク）も存在する。
  - DVD「神の子たち」（2007/10/22、ASIN B000XS5IZQ）オフィスフォープロダクション　１枚、105分。

## 関連書籍
- 葉祥明「神の子たち―パヤタスに吹く風」（2002/3、ISBN 4805821825）中央法規出版　世界的な評価を得た四ノ宮浩監督のドキュメンタリー映画「神の子たち」を絵本化。
- 山口千恵子、葉祥明「パヤタスに降る星～A starry night in payatas～」（2016/2/14、ISBN 4805852895）[8][9][10]中央法規出版　絵本作家 葉祥明が、フィリピン・パヤタスのごみ廃棄場で、ごみを拾い生計を立てる子どもたちを描く。※この本の収益の一部は、SYD（公益財団法人修養団）を通じて、世界の貧困の中で暮らす子供達のために使われる。